# Clacson, trombette e pernacchi
Clacson, trombette e pernacchi è un'opera satirica di Dario Fo, rappresentata per la prima volta nel 1981.

## Trama
La trama fittizia ruota attorno alla figura di Gianni Agnelli, proprietario dell'azienda FIAT dal 1966 al 2003. Quando l'Avvocato viene sfigurato in un fallito tentativo di rapimento, viene salvato da Antonio, uno dei suoi dipendenti alla FIAT. Antonio fugge dalla scena quando le persone iniziano a sparargli addosso, lasciando la sua giacca sul corpo di Agnelli. Soccorso e portato in ospedale con la giacca di Antonio, Agnelli viene operato e per errore si fa ricostruire il volto a somiglianza di Antonio. Segue la classica confusione farsesca.

## Traduzioni
Ed Emery ha realizzato un adattamento inglese autorizzato ( Trumpets and Raspberries ).
Ron Jenkins ha realizzato un adattamento inglese autorizzato ( About Face ).
Un'esibizione dell'adattamento in lingua curda dell'opera è stata vietata dal governo turco perché si riteneva che il contenuto dell'opera sostenesse il Partito dei Lavoratori del Kurdistan (PKK).